# Anisodes turneri
Anisodes turneri är en fjärilsart som beskrevs av Louis Beethoven Prout 1920. Anisodes turneri ingår i släktet Anisodes och familjen mätare. Inga underarter finns listade i Catalogue of Life.